# Felix Bernard (Theologe)
Felix Bernard (* 1955 in Quakenbrück) ist ein deutscher römisch-katholischer Theologe.

## Leben
Nach dem Abitur am Wirtschaftsgymnasium in Cloppenburg 1975 studierte er Theologie und Volkswirtschaft in Münster und Bonn und wurde 1985 in Osnabrück zum Priester geweiht. 1986 promovierte er in Kirchenrecht. Von 1986 bis 1998 arbeitete er unter anderem als Religionslehrer und als Lehrbeauftragter für Kirchenrecht an der Universität Osnabrück und der Hochschule Vechta. 1998 übernahm er die Leitung des Katholischen Büros Niedersachsen, das als Kontaktstelle der drei niedersächsischen Diözesen Hildesheim, Osnabrück und dem Offizialatsbezirk Vechta gegenüber der niedersächsischen Landesregierung fungiert. Im gleichen Jahr wurde er Honorarprofessor für Kirchenrecht an der Universität Osnabrück. Papst Johannes Paul II. ernannte ihn 2004 zum Ehrenprälaten Seiner Heiligkeit. Er ist Rektor der Gymnasialkirche St. Paulus in Osnabrück; Mitglied im NDR-Rundfunkrat und im Kuratorium der Klosterkammer Hannover sowie Mitherausgeber der Niedersächsischen Verwaltungsblätter.

## Schriften (Auswahl)
- Der Bonner Rechtsgelehrte Ferdinand Walter (1794–1879) als Kanonist. Ein Beitrag zur Geschichte der Kirchenrechtswissenschafts des 19. Jahrhunderts (= Forschungen zur Kirchenrechtswissenschaft. Band 1). Echter-Verlag, Würzburg 1986, ISBN 3-429-01000-4 (zugleich Dissertation, Bonn 1984/1985).
- Entweltlichung der Kirche – Anmerkungen zum Verhältnis von Kirche und Staat in den Aussagen des Zweiten Vatikanischen Konzils. In: Ius quia iustum. Festschrift für Helmuth Pree, hrsg. v. E. Güthoff u. S. Haering. Berlin 2015, S. 1035–1043.
- Bedeutung und Perspektiven von staatlichen Verträgen mit muslimischen Organisationen in Deutschland. In: Ius canonicum in communione christifidelium. Festschrift für Heribert Hallermann, hrsg. v. M Graulich, T. Meckel u. M. Pulte. Paderborn 2016, 647–663.

## Weblink
- Bernard wird Ehrenprälat

| Personendaten    | Personendaten                          |
| ---------------- | -------------------------------------- |
| NAME             | Bernard, Felix                         |
| KURZBESCHREIBUNG | deutscher Theologe und Hochschullehrer |
| GEBURTSDATUM     | 1955                                   |
| GEBURTSORT       | Quakenbrück                            |